# أمرتسر
أَمْرِتْسَر (بالهندستانية: ) من مدن بنجاب في شمال غرب الهند. وإليها يُنسب جمع من أهل العلم منهم ثناء الله الأمرتسري. وهي أيضا المركز الروحي للديانة السيخية.
وفيها معبد هارمندير صاحب (الذي يشار إليه باسم «المعبد الذهبي» في وسائل الإعلام الغربية)، وهو المركز الروحي والثقافي للديانة للديانة السيخية. ويجذب هذا المزار السيخي المهم زوارًا أكثر من تاج محل بمعدل يصل لأكثر من 100000 زائر في الأسبوع وهو الوجهة الأكثر شعبية للسكان والسياح في جميع أنحاء الهند. كما تعد المدينة مقرًا للسلطة السيخية والبرلمان السيخي.
وبحسب التعداد السكاني لعام 2011 يبلغ عدد سكان المدينة حوالي 1132761 نسمة. تبلغ مساحتها حوالي 217 كيلومتر (135 ميل) وتقع في شمال غرب جندكار عاصمة ولاية البنجاب وتبعد 32 كيلومتر عن مدينة لاهور في باكستان وبالتالي فهي قريبة جدًّا من الحدود الغربية للهند مع باكستان.
ويعتمد اقتصادها على السياحة وصناعة السجاد والأقمشة والمنتجات الزراعية والحرف اليدوية والتجارية والخدمات وبعض الصناعات اليدوية.
كما تشتهر المدينة بمطبخها الغني وثقافتها وبحادثة مذبحة جليانوالا باغ المأساوي عام 1919 في ظل حكم الامبراطورية البريطانية.

## المناخ
يظهر الجدول التالي التغييرات المناخية على مدار السنة لأمريتسار:
| البيانات المناخية لـأمريتسار      | البيانات المناخية لـأمريتسار | البيانات المناخية لـأمريتسار | البيانات المناخية لـأمريتسار | البيانات المناخية لـأمريتسار | البيانات المناخية لـأمريتسار | البيانات المناخية لـأمريتسار | البيانات المناخية لـأمريتسار | البيانات المناخية لـأمريتسار | البيانات المناخية لـأمريتسار | البيانات المناخية لـأمريتسار | البيانات المناخية لـأمريتسار | البيانات المناخية لـأمريتسار | البيانات المناخية لـأمريتسار |
| الشهر                             | يناير                        | فبراير                       | مارس                         | أبريل                        | مايو                         | يونيو                        | يوليو                        | أغسطس                        | سبتمبر                       | أكتوبر                       | نوفمبر                       | ديسمبر                       | المعدل السنوي                |
| --------------------------------- | ---------------------------- | ---------------------------- | ---------------------------- | ---------------------------- | ---------------------------- | ---------------------------- | ---------------------------- | ---------------------------- | ---------------------------- | ---------------------------- | ---------------------------- | ---------------------------- | ---------------------------- |
| الدرجة القصوى °م (°ف)             | 29.0 (84.2)                  | 31.1 (88.0)                  | 35.7 (96.3)                  | 41.9 (107.4)                 | 48.1 (118.6)                 | 46.2 (115.2)                 | 42.0 (107.6)                 | 37.2 (99.0)                  | 36.5 (97.7)                  | 34.6 (94.3)                  | 29.3 (84.7)                  | 23.2 (73.8)                  | 48.1 (118.6)                 |
| متوسط درجة الحرارة الكبرى °م (°ف) | 19.3 (66.7)                  | 22.2 (72.0)                  | 27.4 (81.3)                  | 34.0 (93.2)                  | 38.7 (101.7)                 | 40.1 (104.2)                 | 35.4 (95.7)                  | 34.3 (93.7)                  | 34.5 (94.1)                  | 32.4 (90.3)                  | 26.9 (80.4)                  | 21.3 (70.3)                  | 30.5 (86.9)                  |
| المتوسط اليومي °م (°ف)            | 11.6 (52.9)                  | 13.9 (57.0)                  | 18.7 (65.7)                  | 25.1 (77.2)                  | 29.9 (85.8)                  | 32.1 (89.8)                  | 30.2 (86.4)                  | 29.7 (85.5)                  | 28.3 (82.9)                  | 23.8 (74.8)                  | 17.9 (64.2)                  | 12.9 (55.2)                  | 22.8 (73.0)                  |
| متوسط درجة الحرارة الصغرى °م (°ف) | 3.9 (39.0)                   | 6.5 (43.7)                   | 11.3 (52.3)                  | 16.6 (61.9)                  | 21.1 (70.0)                  | 25.1 (77.2)                  | 25.7 (78.3)                  | 25.3 (77.5)                  | 23.0 (73.4)                  | 16.3 (61.3)                  | 9.0 (48.2)                   | 4.6 (40.3)                   | 15.7 (60.3)                  |
| أدنى درجة حرارة °م (°ف)           | −3.5 (25.7)                  | −1.6 (29.1)                  | 2.6 (36.7)                   | 5.7 (42.3)                   | 7.7 (45.9)                   | 13.8 (56.8)                  | 14.0 (57.2)                  | 15.0 (59.0)                  | 10.5 (50.9)                  | 4.6 (40.3)                   | 1.7 (35.1)                   | −2.7 (27.1)                  | −3.5 (25.7)                  |
| معدل هطول الأمطار مم (إنش)        | 24 (0.9)                     | 33 (1.3)                     | 48 (1.9)                     | 29 (1.1)                     | 25 (1.0)                     | 62 (2.4)                     | 231 (9.1)                    | 187 (7.4)                    | 79 (3.1)                     | 18 (0.7)                     | 6 (0.2)                      | 18 (0.7)                     | 760 (29.8)                   |
| متوسط الأيام الممطرة (≥ 1.0 mm)   | 2.4                          | 2.0                          | 2.6                          | 1.5                          | 1.3                          | 3.1                          | 8.2                          | 8.1                          | 3.6                          | 1.2                          | 0.6                          | 1.2                          | 35.8                         |
| متوسط الرطوبة النسبية (%)         | 74                           | 70                           | 64                           | 47                           | 38                           | 48                           | 72                           | 77                           | 69                           | 67                           | 73                           | 76                           | 65                           |
| ساعات سطوع الشمس الشهرية          | 181.7                        | 192.7                        | 219.4                        | 265.0                        | 294.7                        | 269.0                        | 215.5                        | 227.7                        | 240.8                        | 253.2                        | 220.1                        | 182.2                        | 2٬762                        |
| المصدر:                           |                              |                              |                              |                              |                              |                              |                              |                              |                              |                              |                              |                              |                              |

## توأمة
لأمريتسار اتفاقيات توأمة مع كل من:
- والسال
- بيكرسفيلد

## أعلام
- راجيش خانا
- الغورو أنغاد
- أكشاي كومار
- شارلوت ماريا تاكر